# Pachyrhizus erosus

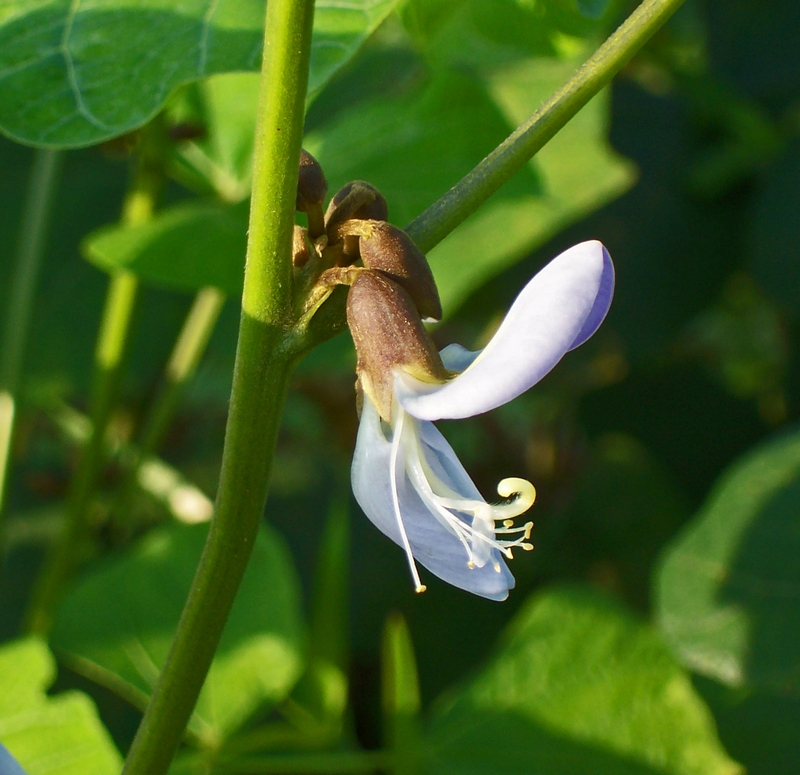
Detalle de la flor

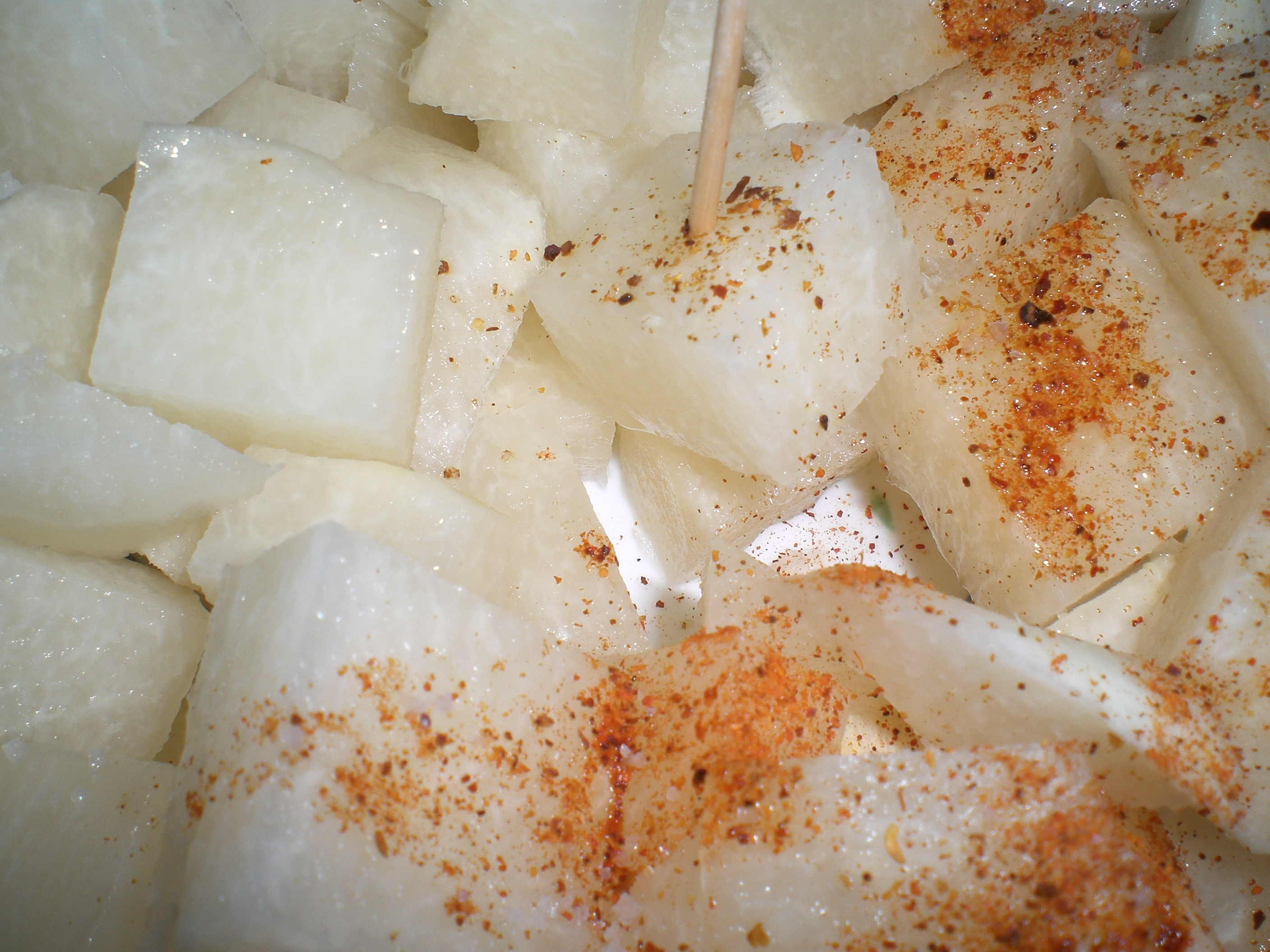
Jícama troceada con chile en polvo, muy utilizada como golosina.

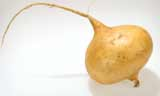
Jícama

La jícama, pelenga o nabo mexicano es una planta leguminosa originaria de México, cultivada especialmente por sus raíces tuberosas, las cuales son comestibles. El origen de la palabra jícama es del náhuatl xīcama o xīcamatl que quiere decir "Papel ombligo".Tras la Conquista, la jícama fue llevada por los españoles a las islas Filipinas, de donde se extendió a muchas partes de Asia. En Ecuador se conoce con el nombre de jícama (similar pero no igual) al yacón, una planta comestible de la familia de las margaritas.

## Clasificación y descripción
Es una planta trepadora, herbácea o a veces leñosa, con pelillos erguidos o recostados, trepando 5 m o más. Hojas alternas, de hasta 30 cm de largo, pecioladas, compuestas con 3 folíolos, la terminal claramente más grande, de 10 cm de largo y 11 cm de ancho, de forma variable, con el margen irregularmente dentado o lobado; en la base de cada folíolo se encuentra un par de delgadas estípulas, folíolos terminales frecuentemente de 3 a 7 lobados, rómbicos, deltoides a ovado-reniformes, de 10 cm de largo y 11 cm de ancho, ápice agudo, obtuso o redondeado, margen superior frecuentemente con numerosos dientes ampliamente espaciados. 
Las flores cortamente pediceladas, dispuesta en pequeños grupos sobre ejes de 10 a 40 cm de largo, formando una especie de racimos erectos, ubicados en las axilas de las hojas o en las puntas de las ramas con flores de 2 cm de largo, de color azul, lilas o violetas; el cáliz es un tubo amplio que hacia el ápice se divide en 4 lóbulos; la corola generalmente azul, a veces lila o violeta, de 5 pétalos desiguales, el más externo es el más ancho y vistoso, llamado estandarte y generalmente presenta una mancha verdosa hacia el centro, enseguida se ubica un par de pétalos laterales similares entre sí llamados alas, y por último los dos más internos, también similares entre sí y generalmente fusionados forman la quilla que envuelve a los estambres y al ovario; tiene 10 estambres, 9 de ellos están unidos por sus filamentos y 1 libre; ovario con 1 estilo largo y delgado, cubierto de pelos y enroscado hacia el ápice, terminado en un estigma pequeño. 
Los frutos son legumbres lineares, de hasta 14 cm de largo, a veces cubiertos de pelillos, con surcos entre las semillas. Las semillas tienen forma casi redondeada a cuadrangular, de color café a café-rojizo, de hasta 1 cm de largo. La raíz es tuberosa, de hasta de 30 cm de diámetro, blancas y jugosas por dentro, comestibles. En formas silvestres frecuentemente se encuentran varias raíces tuberosas en un individuo.
El sabor es dulce y almidonado. Generalmente se consume crudo, con sal, limón y chile o en ensaladas. También se come cocinado, en sopas, asada o frita. Es común la preparación de jugo (zumo) de jícama. 
En contraste con el tubérculo, el resto de la planta se considera tóxico. La semilla contiene alto contenido del insecticida natural rotenona. En efecto, molida se puede usar para combatir plagas. Una vez retirada la rotenona, el aceite de las semillas se puede emplear para consumo humano.
El tubérculo contiene de 86 a 90% de agua, vitamina C, calcio, fósforo, potasio, hierro, así como trazas de proteína y de lípidos. Su sabor dulce proviene de la oligofructosa inulina (carbohidrato que por cocción se convierte en fructo-oligosacarina), que no lo metaboliza el organismo humano y resulta ideal para consumo de los diabéticos. 
Conservado en lugares secos, a temperaturas entre 12 y 16 °C , el tubérculo puede conservarse de uno a dos meses.

## Distribución
Fue introducida con buen éxito por los españoles en Filipinas. Desde allí se extendió a Indonesia, a las islas del Pacífico, al sudeste de Asia y a China. En México, se ha registrado en los estados de: Nayarit, Jalisco, Michoacán, Guerrero, Morelos, Oaxaca, Puebla, Veracruz, Yucatán, Chiapas, probablemente naturalizada en Sinaloa, Aguascalientes, Guanajuato, San Luis Potosí y Tamaulipas. Se encuentra distribuida en gran parte de Centroamérica, ha sido introducida y cultivada en los trópicos y subtrópicos del mundo, al igual que en África, Costa Rica, Colombia, Región Sierra Ecuatoriana, Argentina, República Dominicana,  Islas del Caribe, Islas Hawái, Islas Filipinas, Java, Sumatra, China, Japón, Indochina, Polinesia, India, Alta Guinea, Valle del Río Nilo, Vietnam, Camerún y Pretoria; naturalizada en China, Tailandia, Indochina y Sur de Florida.

## Ambiente
En su forma silvestre crece en laderas rocosas, trepando sobre otras plantas: en Nueva Galicia y México, crece en las cimas de pastizales o en la orilla de los bosques; en áreas de bosque tropical caducifolio con Bursera, Cnidoscolus y varias leguminosas, en bosques húmedos caducifolios. Se desarrolla en alturas de 0 a 1 700 m, con precipitaciones de 600 a 4000 mm y temperatura anual de 20 a 28 °C; prospera en suelos arenosos con buen drenaje, de textura arenosa - franca a arcillo-arenosa, con pH de 5.0 a 6.8 y de 4.8 - 7.3. Para la floración y la fructificación, las plantas requieren de días cortos. En México, se llegan a desarrollar hasta los 1 400 m, pero algunas especies se han encontrado a los 10 m s. n. m.

## Estado de conservación
Es una planta que se cultiva en diferentes partes de México. Poca información se tiene de la planta que crece silvestre. Sin embargo, en el aspecto agrícola y sobre todo en países de Centroamérica se ha utilizado como cultivo de cobertera, ya que es una excelente especie para la mejora de suelos y altamente recomendable para la rotación de cultivos ya que puede fijar hasta 127 kg de Nitrógeno por Hectárea. No es una especie que se encuentre amenazada ni tampoco bajo alguna categoría de acuerdo a la norma 059 de la Secretaría de Medio Ambiente y Recursos Naturales (SEMARNAT) en México.

## Propiedades
A la jícama se le atribuyen los siguientes usos medicinales contra el dolor de riñón o gota, ictericia, inflamación muscular, donde se usa la raíz y la semilla para tratarlas.
Química
Las semillas contienen una resina, taninos, material colorante y una grasa líquida.
Farmacología
Se describe en la literatura médica que varios médicos probaron con éxito la tintura de las semillas para curar la sarna, aplicando la tintura sola o mezclada con aceite de ricino.